# Spolupráce rodiny a školy
Spolupráce rodiny a školy je aspekt vzdělávacího procesu, který zahrnuje zapojení rodičů a dalších rodinných příslušníků do vzdělávání dítěte a koordinaci výchovného a vzdělávacího úsilí mezi školou a rodinou žáka. Vztah mezi rodinou a školou má být poznamenán důvěrou a zaměřen na vytvoření podpůrného a motivujícího prostředí, které napomáhá rozvoji akademických a sociálních dovedností dítěte. Spolupráce rodičů je velmi důležitá také v řešení kázeňských přestupků a v případě žákova problému v učení.
Spolupráce rodiny a školy bývá zčásti institucionalizovaná, typicky v rodičovských organizacích jako Sdružení rodičů a přítel školy a událostech jako třídní schůzky a konzultace učitelů poskytované rodičům. Jsou zde i formalizované informační kanály, například webové stránky školy a žákovské knížky, které mají být předkládány rodičům. Vedle toho se rodiče a pedagogové mohou stýkat a spolupracovat řadou méně formálních způsobů. 
Důležitým aktérem ve spolupráci mezi školou a rodinou je také samotný žák, který může značně ovlivňovat a podílet se na spolupráci rodiny a školy. Smetáčková (2011) se zajímala o to, jak děti komunikují se svými rodiči o škole. Z výsledků tohoto výzkumného šetření vyplývá, že děti svůj špatný prospěch nesdělují nejen z důvodu, že by se bály reakce rodičů, ale také proto, že jim některé informace připadají nepodstatné. Dalším důvodem je nezájem rodičů, jiní své výsledky nesdělují proto, že tyto informace považují za soukromé a ostatní je nesdělují, jen proto, že nechtějí. Z tohoto výzkumného šeření vyplývá, že žák rodičům téměř nesděluje svůj školní prospěch, a rodiče tak nezískávají dostatečné informace, které by jim žák mohl poskytnout – tím je narušena i vzájemná spolupráce rodiny a školy.